# 硝甲西泮
硝甲西泮（Nimetazepam），又译硝甲氮平，其作用為中樞神經抑制劑。俗称一粒眠（Erimine），属中华民国三級管制性藥品，又稱「紅豆」、「五仔」、「K它命5號」、「Give me Five」。

## 适应症
臨床醫學上，主要用來治療焦慮、失眠、酒精戒斷、肌肉緊縮等症狀。

## 物质滥用
使用超過四星期，將產生藥物依賴性、耐藥性，且對人類記憶力與注意力形成障礙。若與其他藥物或酒精一併服用，危害性增高。嚴重者死亡。

## 外部連結
- 毒品危害防制條例（臺灣法律） 修正/公佈 NOV-05-2010 （页面存档备份，存于）
- 附表三第三級毒品/毒品危害防制條例（臺灣法律） 修正/公佈 NOV-05-2010
- 中華民國行政院 民國105 年3月26日院臺衛字第1040014011 號公告.管制藥品分級及品項 （页面存档备份，存于）